# Fotoisomerizzazione
La fotoisomerizzazione consiste nella trasformazione di un isomero dalla forma trans (o E) alla forma cis (o Z) tramite effetto catalitico di un quanto hν di energia.
In determinate condizioni ambientali gli isomeri cis e trans possono interconvertirsi, in relazione alla relativa stabilità termodinamica. L'isomerizzazione cis → trans è spesso un processo esotermico che si manifesta quando gli isomeri sono in condizione di equilibrarsi. L'isomerizzazione trans → cis è invece, in generale, un processo endotermico termodinamicamente sfavorito. Tuttavia è possibile trasformare un isomero trans nella relativa forma cis sottoponendo il composto a radiazione elettromagnetica di opportuna frequenza.
Il meccanismo della fotoisomerizzazione implica promozione di un elettrone π del sistema trans con formazione di uno stato metastabile di singoletto o tripletto (elettroni appaiati o spaiati) con orbitali che diventano reciprocamente perpendicolari rispetto all'asse di legame σ C-C; infine si ha rotazione e trasformazione nell'isomero cis, che si accumula perché non in grado di assorbire energia.